# Babewatch
Babewatch är en serie pornografiska filmer regisserade av Buck Adams under 1990-talet. Filmerna är inspirerade av Baywatch.

## Filmer i serien
- 1999 - Babewatch 13
- 1999 - Babewatch 12
- 1999 - Babewatch 11
- 1999 - Babewatch 10
- 1999 - Babewatch 9
- 1999 - Babewatch 8
- 1999 - Babewatch 7
- 1999 - Babewatch 6
- 1998 - Babewatch 5
- 1996 - Babewatch Beach
- 1995 - Babewatch 4
- 1995 - Babewatch 3
- 1994 - Babewatch 2
- 1994 - Babewatch